# Amblyaeneus malaisei
Amblyaeneus malaisei är en stekelart som beskrevs av Heinrich 1965. Amblyaeneus malaisei ingår i släktet Amblyaeneus och familjen brokparasitsteklar. Inga underarter finns listade i Catalogue of Life.